# Wyżnia Batyżowiecka Szczerbina
Wyżnia Batyżowiecka Szczerbina (słow. Vyšná Batizovská štrbina) – przełęcz znajdująca się w Batyżowieckiej Grani (fragment grani głównej Tatr Wysokich) w słowackiej części Tatr Wysokich. Wyżnia Batyżowiecka Szczerbina oddziela Mały Batyżowiecki Szczyt na zachodzie od głównego wierzchołka Batyżowieckiego Szczytu (Wielkiego Batyżowieckiego Szczytu) na wschodzie. Na siodło tej przełęczy nie prowadzą żadne znakowane szlaki turystyczne, jest dostępna jedynie dla taterników.
Pierwsze wejścia turystyczne na Wyżnią Batyżowiecką Szczerbinę miały miejsce najprawdopodobniej podczas pierwszych wejść na główny wierzchołek Batyżowieckiego Szczytu.